# Сідар-Гроув (Західна Вірджинія)
Сідар-Гроув (англ. Cedar Grove) — місто (англ. town) в США, в окрузі Кенова штату Західна Вірджинія. Населення — 718 осіб (2020).

## Географія
Сідар-Гроув розташований за координатами 38°13′21″ пн. ш. 81°26′17″ зх. д. / 38.22250° пн. ш. 81.43806° зх. д. (38.222389, -81.437944).  За даними Бюро перепису населення США в 2010 році місто мало площу 1,86 км², уся площа — суходіл.

## Демографія
Згідно з переписом 2010 року, у місті мешкало 997 осіб у 400 домогосподарствах у складі 279 родин. Густота населення становила 537 осіб/км².  Було 447 помешкань (241/км²).
Расовий склад населення:
| - 96,6 % — білих - 1,4 % — чорних або афроамериканців - 0,2 % — корінних американців - 0,1 % — азіатів |

До двох чи більше рас належало 1,5 %. Частка іспаномовних становила 0,9 % від усіх жителів.
За віковим діапазоном населення розподілялося таким чином: 25,1 % — особи молодші 18 років, 59,1 % — особи у віці 18—64 років, 15,8 % — особи у віці 65 років та старші. Медіана віку мешканця становила 39,4 року. На 100 осіб жіночої статі у місті припадало 86,7 чоловіків;  на 100 жінок у віці від 18 років та старших — 91,5 чоловіків також старших 18 років.
Середній дохід на одне домашнє господарство  становив 44 084 долари США (медіана — 38 958), а середній дохід на одну сім'ю — 48 893 долари (медіана — 41 985). Медіана доходів становила 34 677 доларів для чоловіків та 21 071 долар для жінок. За межею бідності перебувало 30,0 % осіб, у тому числі 67,1 % дітей у віці до 18 років та 5,4 % осіб у віці 65 років та старших.
Цивільне працевлаштоване населення становило 382 особи. Основні галузі зайнятості: мистецтво, розваги та відпочинок — 23,8 %, освіта, охорона здоров'я та соціальна допомога — 18,1 %, транспорт — 15,2 %, сільське господарство, лісництво, риболовля — 12,3 %.